# Chrysaeglia taiwana
Chrysaeglia taiwana är en fjärilsart som beskrevs av George Francis Hampson 1910. Chrysaeglia taiwana ingår i släktet Chrysaeglia och familjen björnspinnare. Inga underarter finns listade i Catalogue of Life.